# Loisirs inter sport Saint-Pierre Calais
 (mars 2012).
Le Loisirs inter sport Saint-Pierre Calais est un club masculin de volley-ball basé à Calais qui évolue en Championnat de France d'Élite Masculine (troisième niveau national).

## Historique
- 1981 : Naissance du Loisir Inter Sport Calais (LIS Calais)
- 1986 : Le LIS sollicite le centre scolaire Saint-Pierre et devient le Loisirs inter sport Saint-Pierre Calais (LISSP Calais)
- 2001 : Le club est champion de France de Nationale 1 et accède à la PRO B
- 2005 : Après trois saisons en PRO B le club rétrograde en Nationale 1
- 2012 : Le LISSP est vice-champion de France de Nationale 1 et accède à la Ligue B[1]
- 2019 : Le LISSP est champion de France de  Nationale 2 et accède a la   Nationale 1

## Palmarès
- Championnat de France de Nationale 1 (1)
  - Vainqueur : 2001
- Championnat de France de Nationale 2 (2)
  - Vainqueur : 2000, 2008,  2019

## Historique des logos

Logo jusqu'à 2012
Logo depuis 2012

## Effectifs

### Saison 2013-2014
| No                         | Nom                        | Date de naissance          | Taille                       | Poids                        | Poste                        |
| -------------------------- | -------------------------- | -------------------------- | ---------------------------- | ---------------------------- | ---------------------------- |
| 1                          | Herman Marie Engala        | 29 décembre 1985           | 207                          |                              | Central                      |
| 2                          | William Demilly            | 18 décembre 1996           | 175                          |                              | Passeur                      |
| 3                          | Hugo Goubel                | 14 mars 1996               | 177                          |                              | Réceptionneur-attaquant      |
| 6                          | Damien Van Den Eshof       | 12 mai 1986                | 190                          |                              | Passeur                      |
| 8                          | Thiago Bartholdy           | 17 juillet 1978            | 191                          |                              | Libero                       |
| 9                          | Michael Lapinta            | 14 juin 1986               | 193                          |                              | Réceptionneur-attaquant      |
| 10                         | Julien Vanmackelberg       | 15 mai 1989                | 191                          |                              | Réceptionneur-attaquant      |
| 11                         | Florian Beclin             | 8 octobre 1986             | 193                          |                              | Réceptionneur-attaquant      |
| 13                         | Maxime Brutier             | 29 juillet 1986            | 202                          |                              | Central                      |
| 15                         | Thierry Raharison          | 3 octobre 1989             | 193                          |                              | Réceptionneur-attaquant      |
| 16                         | David Feughouo             | 5 mai 1989                 | 205                          |                              | Attaquant                    |
|                            |                            |                            |                              |                              |                              |
| Encadrement technique      | Encadrement technique      |                            | Légende                      | Légende                      | Légende                      |
| Entraîneur : Johann Guillé | Entraîneur : Johann Guillé | Entraîneur : Johann Guillé | : Capitaine                  | : Capitaine                  | : Capitaine                  |
| Entraîneur(s) adjoint(s) : | Entraîneur(s) adjoint(s) : | Entraîneur(s) adjoint(s) : | : Joueur blessé actuellement | : Joueur blessé actuellement | : Joueur blessé actuellement |